# Hermann M. von Eelking
Hermann Marten August Max Freiherr von Eelking (* 1. Januar 1887 in Posen; † 19. Februar 1970 in Berlin) war ein Journalist im Bereich der deutschen Herrenmode.

## Leben

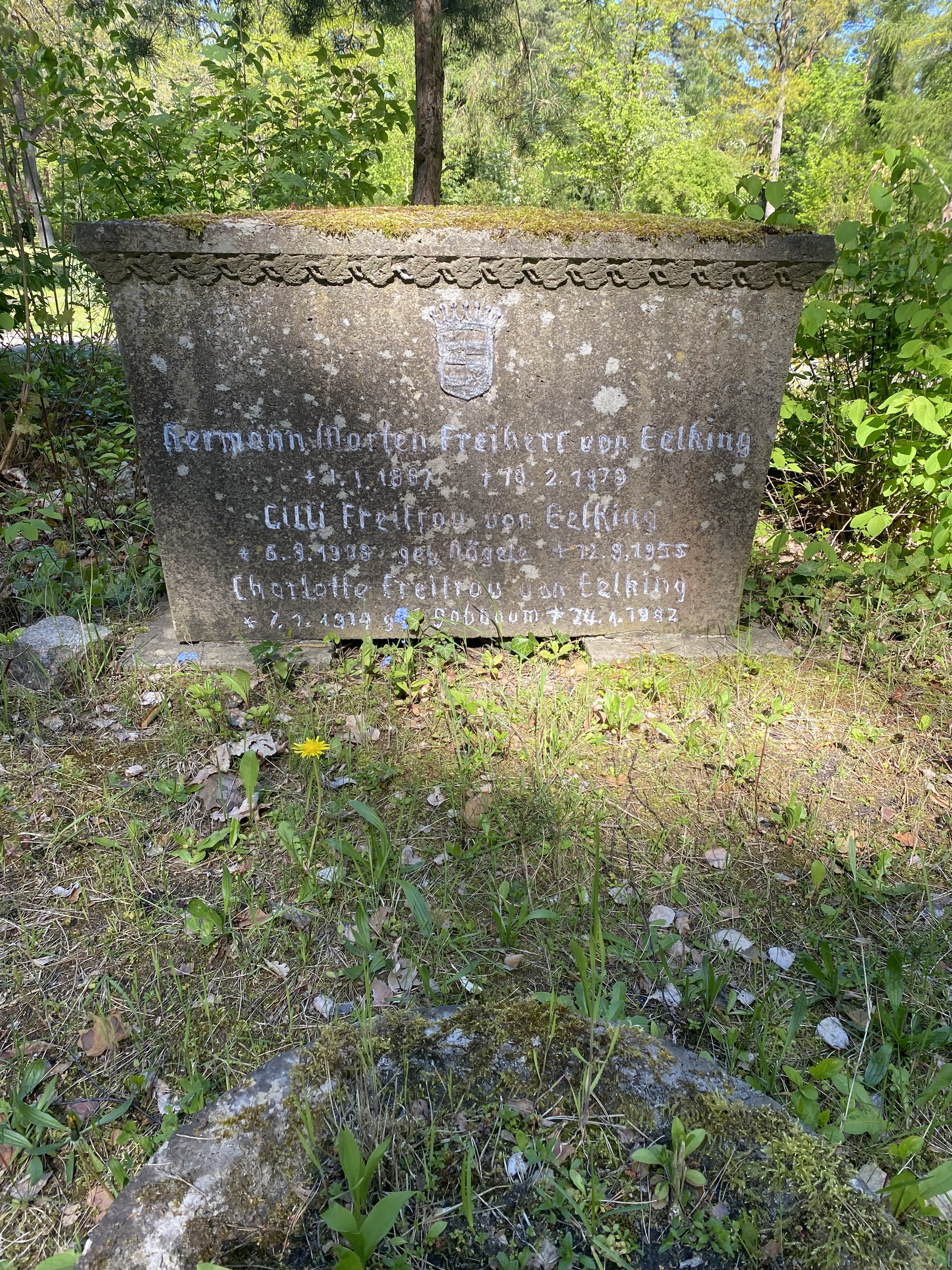
Grabstätte auf dem Waldfriedhof Zehlendorf

Hermann Marten von Eelking trat einem Berliner Garderegiment bei und nahm als preußischer Hauptmann nach dem Ersten Weltkrieg dort seinen Abschied. 1913 schrieb er Gedichte u. a. für die antisemitische Kreuz-Zeitung. Er war Herausgeber der Zeitschrift Der Junggeselle. 1927 gründete er das Herrenjournal und fungierte hier als Herausgeber und Chefredakteur. Schließlich gründete er im Jahr 1928 das Deutsche Institut für Herrenmode, dessen Geschäftsführer er mehr als 25 Jahre lang war. Den Niedergang der Berliner Konfektion begleitete er als Autor für verschiedene Fachzeitschriften.
1934 erschien im Zentralverlag der NSDAP, der Titel Die Uniformen der Braunhemden – SA, SS, Politische Leiter, Hitlerjugend, Jungvolk und BDM, der von Eelking herausgegeben wurde. 1944 sollte er im selben Verlag ein weiteres Buch mit dem Titel Enzyklopädie des gegenwärtigen Krieges – auf militärischem, diplomatischem, politischem, biographischem, wirtschaftlichem und kulturellem Gebiet schreiben. Dazu kam es wegen des Kriegsendes nicht mehr. Ein weiteres Buch, ein Nachschlagewerk für die Bekleidungsindustrie, war geplant, wurde aber ebenfalls nicht veröffentlicht.
In den Nachkriegsjahren beriet Eelking die Berliner Konfektionsindustrie beim Wiederaufbau. Das Herrenjournal wurde von 1942 bis 1949 nicht veröffentlicht und startete erst 1950 wieder mit neuen Ausgaben mit Eelking als Herausgeber, Chefredakteur und Verfasser der meisten Artikel zu Stilregeln, Modeerscheinungen (Für und Wider des Ärmelaufschlags etc.) und des Modelexikons. Am 9. November 1950 gründete er das Institut für Herrenmode, dessen Vorsitzender er wurde. 1954 gründete von Eelking mit anderen Kollegen der Konfektionsbranche das Deutsche Mode-Institut e. V., Berlin-Düsseldorf. Zu den Mitbegründern gehörte auch Fritz M. Tübke, der an der „Arisierung“ des der jüdischen Firma von Illdefons Auerbach in der Leipziger Straße 58 in Berlin beteiligt war und diesem Umstand den wirtschaftlichen Aufstieg seines Unternehmens, der Kronen-Krawattenfabrik, verdankte. In den Nachkriegsjahren gehörte Baron Eelking zur Elite der wieder aufstrebenden westdeutschen Bekleidungsbranche. Häufig nahm er an Veranstaltungen der Branchenverbände teil und war ein vielgesehener Gast bei Modenschauen.
Eelking ist Autor zahlreicher Bücher und Schriften zum Thema Herrenmode. Sein Stil ist eher feuilletonistisch als wissenschaftlich. Das von ihm edierte Lexikon der Herrenmode mischt wissenschaftlichen Anspruch mit journalistischer Stilgewandheit.
Hermann von Eelkings Grabstätte befindet sich auf dem Waldfriedhof Zehlendorf (Abt. I U 271).

## Schriften
- Das Familienarchiv. Eine kurze Anregung zu seiner Ausgestaltung. Falken-Verlag, Darmstadt 1918
- Garderoben-Gesetze. Budeju-Buchverlag, Berlin 1923 (Faksimile Verlag Finckenstein und Salmuth, Berlin [2000], vermehrt um eine Einleitung von Karl Lagerfeld, ISBN 3-934882-00-5)
- Die Uniformen der Braunhemden. S.A., S.S., Politische Leiter, Hitlerjugend, Jungvolk und B.D.M. Zentralverlag der NSDAP Franz Eher Nachf., München 1934 (Digitalisat)
- Plaudereien über die Krawatte. Rotsiegel-Krawattenfabrik, Berlin 1937, erneut um 1955
- Der Modeberater. Die Formen der modernen Herrenmäntel für alle Jahreszeiten. Kommentiert v. H. M. v. Eelking. Adwo Anzeigen- und Drucksachen-Werbegesellschaft, Berlin 1949 (19 S.)
- Anzugs-Almanach der internationalen Herrenmode. Verlag Musterschmidt, Göttingen 1959
- Lexikon der Herrenmode. Verlag Musterschmidt, Göttingen 1960
- Das Bildnis des eleganten Mannes. Ein Zylinderbrevier von Werther bis Kennedy. Verlag Herbig, Berlin-Grunewald 1962
- Gestiefelt und gespornt. 300 Jahre Reiteretikette. Verlag Parey, Berlin 1966
- Bilanz der Eitelkeit. Die Geschichte der Krawatte. Verlag Musterschmidt, Göttingen, Frankfurt am Main und Zürich 1976, ISBN 3-7881-8006-4